# Japans Grand Prix 2022
Japans Grand Prix 2022 (officielt navn: Formula 1 Honda Japanese Grand Prix 2022 ) var et Formel 1-løb, som blev kørt den 9. oktober 2022 på Suzuka International Racing Course i Suzuka, Japan. Det var det attende løb i Formel 1-sæsonen 2022.
Max Verstappens sejr i ræset, og at Charles Leclerc blev trejdeplads, betød at Verstappen hermed sikrede kørermesterskabet i 2022-sæsonen.

## Kvalifikation
| Pos.               | Nr. | Kører             | Konstruktør           | Del 1    | Del 2    | Del 3    | Grid |
| ------------------ | --- | ----------------- | --------------------- | -------- | -------- | -------- | ---- |
| 1                  | 1   | Max Verstappen    | Red Bull Racing-RBPT  | 1.30,224 | 1.30,346 | 1.29,304 | 1    |
| 2                  | 16  | Charles Leclerc   | Ferrari               | 1.30,402 | 1.30,486 | 1.29,314 | 2    |
| 3                  | 55  | Carlos Sainz, Jr. | Ferrari               | 1.30,336 | 1.30,444 | 1.29,361 | 3    |
| 4                  | 11  | Sergio Pérez      | Red Bull Racing-RBPT  | 1.30,622 | 1.29,925 | 1.29,709 | 4    |
| 5                  | 31  | Esteban Ocon      | Alpine-Renault        | 1.30,696 | 1.30,357 | 1.30,165 | 5    |
| 6                  | 44  | Lewis Hamilton    | Mercedes              | 1.30,906 | 1.30,443 | 1.30,261 | 6    |
| 7                  | 14  | Fernando Alonso   | Alpine-Renault        | 1.30,603 | 1.30,343 | 1.30,322 | 7    |
| 8                  | 63  | George Russell    | Mercedes              | 1.30,865 | 1.30,465 | 1.30,389 | 8    |
| 9                  | 5   | Sebastian Vettel  | Aston Martin-Mercedes | 1.31,256 | 1.30,656 | 1.30,554 | 9    |
| 10                 | 4   | Lando Norris      | McLaren-Mercedes      | 1.30,881 | 1.30,473 | 1.31,003 | 10   |
| 11                 | 3   | Daniel Ricciardo  | McLaren-Mercedes      | 1.30,880 | 1.30,659 | N/A      | 11   |
| 12                 | 77  | Valtteri Bottas   | Alfa Romeo-Ferrari    | 1.31,226 | 1.30,709 | N/A      | 12   |
| 13                 | 22  | Yuki Tsunoda      | AlphaTauri-RBPT       | 1.31,130 | 1.30,808 | N/A      | 13   |
| 14                 | 24  | Zhou Guanyu       | Alfa Romeo-Ferrari    | 1.30,894 | 1.30,953 | N/A      | 14   |
| 15                 | 47  | Mick Schumacher   | Haas-Ferrari          | 1.31,152 | 1.31,439 | N/A      | 15   |
| 16                 | 23  | Alexander Albon   | Williams-Mercedes     | 1.31,311 | N/A      | N/A      | 16   |
| 17                 | 10  | Pierre Gasly      | AlphaTauri-RBPT       | 1.31,322 | N/A      | N/A      | PL1  |
| 18                 | 20  | Kevin Magnussen   | Haas-Ferrari          | 1.31,352 | N/A      | N/A      | 17   |
| 19                 | 18  | Lance Stroll      | Aston Martin-Mercedes | 1.31,419 | N/A      | N/A      | 18   |
| 20                 | 6   | Nicholas Latifi   | Williams-Mercedes     | 1.31,511 | N/A      | N/A      | 192  |
| 107%-tid: 1.36,539 |     |                   |                       |          |          |          |      |
| Kilde:             |     |                   |                       |          |          |          |      |

Noter:
↑1 - Pierre Gasly måtte starte fra pit lane efter at have lavet justeringer på bilen.
↑2 - Nicholas Latifi blev givet en 5-plads straf for at være skyld i et samenstød med Zhou Guanyu ved forrige løb. Straffen gjorde dog ingen forskel, da han kvalificerede sig bagerst.

## Resultat
| Pos.                                                               | Nr. | Kører             | Konstruktør           | Omgange | Tid/Udgået  | Startpos. | Point |
| ------------------------------------------------------------------ | --- | ----------------- | --------------------- | ------- | ----------- | --------- | ----- |
| 1                                                                  | 1   | Max Verstappen    | Red Bull Racing-RBPT  | 28      | 3:01.44,004 | 1         | 25    |
| 2                                                                  | 11  | Sergio Pérez      | Red Bull Racing-RBPT  | 28      | +27,066     | 4         | 18    |
| 3                                                                  | 16  | Charles Leclerc   | Ferrari               | 28      | +31,7631    | 2         | 15    |
| 4                                                                  | 31  | Esteban Ocon      | Alpine-Renault        | 28      | +39,685     | 5         | 12    |
| 5                                                                  | 44  | Lewis Hamilton    | Mercedes              | 28      | +40,326     | 6         | 10    |
| 6                                                                  | 5   | Sebastian Vettel  | Aston Martin-Mercedes | 28      | +46,358     | 9         | 8     |
| 7                                                                  | 14  | Fernando Alonso   | Alpine-Renault        | 28      | +46,369     | 7         | 6     |
| 8                                                                  | 63  | George Russell    | Mercedes              | 28      | +47,661     | 8         | 4     |
| 9                                                                  | 6   | Nicholas Latifi   | Williams-Mercedes     | 28      | +1.10,143   | 19        | 2     |
| 10                                                                 | 4   | Lando Norris      | McLaren-Mercedes      | 28      | +1.10,782   | 10        | 1     |
| 11                                                                 | 3   | Daniel Ricciardo  | McLaren-Mercedes      | 28      | +1.12,877   | 11        |       |
| 12                                                                 | 18  | Lance Stroll      | Aston Martin-Mercedes | 28      | +1.13,904   | 18        |       |
| 13                                                                 | 22  | Yuki Tsunoda      | AlphaTauri-RBPT       | 28      | +1.15,599   | 13        |       |
| 14                                                                 | 20  | Kevin Magnussen   | Haas-Ferrari          | 28      | +1.26,016   | 17        |       |
| 15                                                                 | 77  | Valtteri Bottas   | Alfa Romeo-Ferrari    | 28      | +1.26,496   | 12        |       |
| 16                                                                 | 24  | Zhou Guanyu       | Alfa Romeo-Ferrari    | 28      | +1.27,043   | 14        |       |
| 17                                                                 | 47  | Mick Schumacher   | Haas-Ferrari          | 28      | +1.32,523   | 15        |       |
| 18                                                                 | 10  | Pierre Gasly      | AlphaTauri-RBPT       | 28      | +1.48,0912  | PL        |       |
| Ret                                                                | 55  | Carlos Sainz, Jr. | Ferrari               | 0       | Uheld       | 3         |       |
| Ret                                                                | 23  | Alexander Albon   | Williams-Mercedes     | 0       | Gearkasse   | 16        |       |
| Hurtigste omgang: Zhou Guanyu (Alfa Romeo) - 1:44.411 (omgang 20)3 |     |                   |                       |         |             |           |       |
| Kilde:                                                             |     |                   |                       |         |             |           |       |

Noter:
↑1 - Charles Leclerc blev givet en 5-sekunders straf for at køre af banen, og dermed få en fordel. Som resultat af straffen gik hans slutposition fra 2. til 3. pladsen.
↑2 - Pierre Gasly blev givet en 20-sekunders straf for at køre for hurtigt under rødt flag. Som resultat af straffen gik hans slutposition fra 17. til 18. pladsen.
↑3 - Zhou Guanyu satte den hurtigste omgang, men blev ikke givet et ekstra point for det, da point for hurtigste omgang kun gives hvis køreren slutter i top 10 i ræset.

## Stilling i mesterskaberne efter løbet
| Pos. | Kører            | Point |
| ---- | ---------------- | ----- |
| 1    | Max Verstappen   | 366   |
| 2    | Sergio Pérez     | 253   |
| 3    | Charles Leclerc  | 252   |
| 4    | George Russell   | 207   |
| 5    | Carlos Sainz Jr. | 202   |

| Pos. | Konstruktør      | Point |
| ---- | ---------------- | ----- |
| 1    | Red Bull-RBPT    | 619   |
| 2    | Ferrari          | 454   |
| 3    | Mercedes         | 387   |
| 4    | Alpine-Renault   | 143   |
| 5    | McLaren-Mercedes | 130   |